# Smicroplectrus nigricornis
Smicroplectrus nigricornis är en stekelart som beskrevs av Dmitriy R. Kasparyan 1976. Smicroplectrus nigricornis ingår i släktet Smicroplectrus och familjen brokparasitsteklar. Inga underarter finns listade i Catalogue of Life.